# イクヨ
株式会社イクヨ（英: IKUYO CO.,LTD.）は、自動車用部品を製造する企業。神奈川県厚木市上依知に本社がある。社名は設立した1947年の194（イクヨ）に由来する。

## 沿革
- 1947年（昭和22年） - 株式会社イクヨ商会設立。
- 1951年（昭和26年） - 東京都荒川区に荒川工場設置、自動車窓用ゴムの自社製造を開始。
- 1953年（昭和28年） - イクヨ化学工業株式会社に商号変更。
- 1962年（昭和37年） - 東京都荒川区に本店を移転。
- 1969年（昭和44年） - 富士金属塗工株式会社を買収し、イクヨ塗工株式会社に商号変更。
- 1972年（昭和47年） - 神奈川県厚木市に本店を移転。
- 1974年（昭和49年） - 現社名に改称。
- 1979年（昭和54年） - イクヨワークス株式会社設立。
- 1981年（昭和56年） - 株式会社イクヨトレーディング設立。
- 1984年（昭和59年） - 株式会社イクヨトレーディング設立。
- 1987年（昭和62年） - 東京都渋谷区に本店を移転。
- 1995年（平成7年） - 日本証券業協会に店頭登録。
- 1996年（平成8年） - ユーエスアイインコーポレイテッド設立。
- 1997年（平成9年） - 東京証券取引所市場第二部に上場。
- 2007年（平成19年） - 神奈川県厚木市に本社移転。
- 2008年（平成20年） - 株式会社イクヨ技術開発研究所設立。株式会社イクヨトレーディングを吸収合併。
- 2009年（平成21年） - 株式会社イクヨ技術開発研究所を吸収合併。
- 2011年（平成23年） - ユーエスアイインコーポレイテッドの全株式を売却。
- 2012年（平成24年） - 株式会社アイケイモールドを吸収合併。
- 2022年（令和4年）4月 - 東京証券取引所の市場区分見直しにより、東京証券取引所市場第二部からスタンダード市場に移行。

## 事業所
- 本社・厚木工場 - 神奈川県厚木市
- 名古屋工場 - 愛知県半田市
- 岡山工場 - 岡山県浅口市